# 99 Hudson Street
Le 99 Hudson Street est un gratte-ciel résidentiel de 271 mètres en construction à Jersey City aux États-Unis. Son achèvement est prévu pour 2019. Il sera le plus haut gratte-ciel du New Jersey.